# ناحیه المطمر
ناحیه المطمر (به عربی: دائرة المطمر) یک ناحیه در الجزایر است که در استان غلیزان واقع شده‌است.